# Malawidvärgpapegoja
Malawidvärgpapegoja (Agapornis lilianae) är en fågel i familjen östpapegojor inom ordningen papegojfåglar.

## Utseende
Malawidvärgpapegojan är en liten (14 cm) grön papegoja med orangefärgat huvud, kort stjärt, kraftig röd näbb och ordentligt med vitt på bakhuvudet. Liknande serengetidvärgpapegoja är större med lysande blå övergump.

## Utbredning och systematik
Fågeln förekommer från södra Tanzania till Malawi, Zambia, Zimbabwe och Moçambique. Den behandlas som monotypisk, det vill säga att den inte delas in i några underarter.

## Status och hot
Malawidvärgpapegojan är en fåtalig art med en världspopulation som uppskattats bestå av högst 20 000 individer. Den misstänks också minska i antal. Internationella naturvårdsunionen IUCN kategoriserar arten som nära hotad.

## Namn
Fågelns vetenskapliga artnamn hedrar Lilian Elizabeth Lutley Sclater (1863-1957), dotter till den engelske ornitologen Philip Lutley Sclater. På svenska kallades fågeln tidigare nyassadvärgpapegoja.

## Bilder

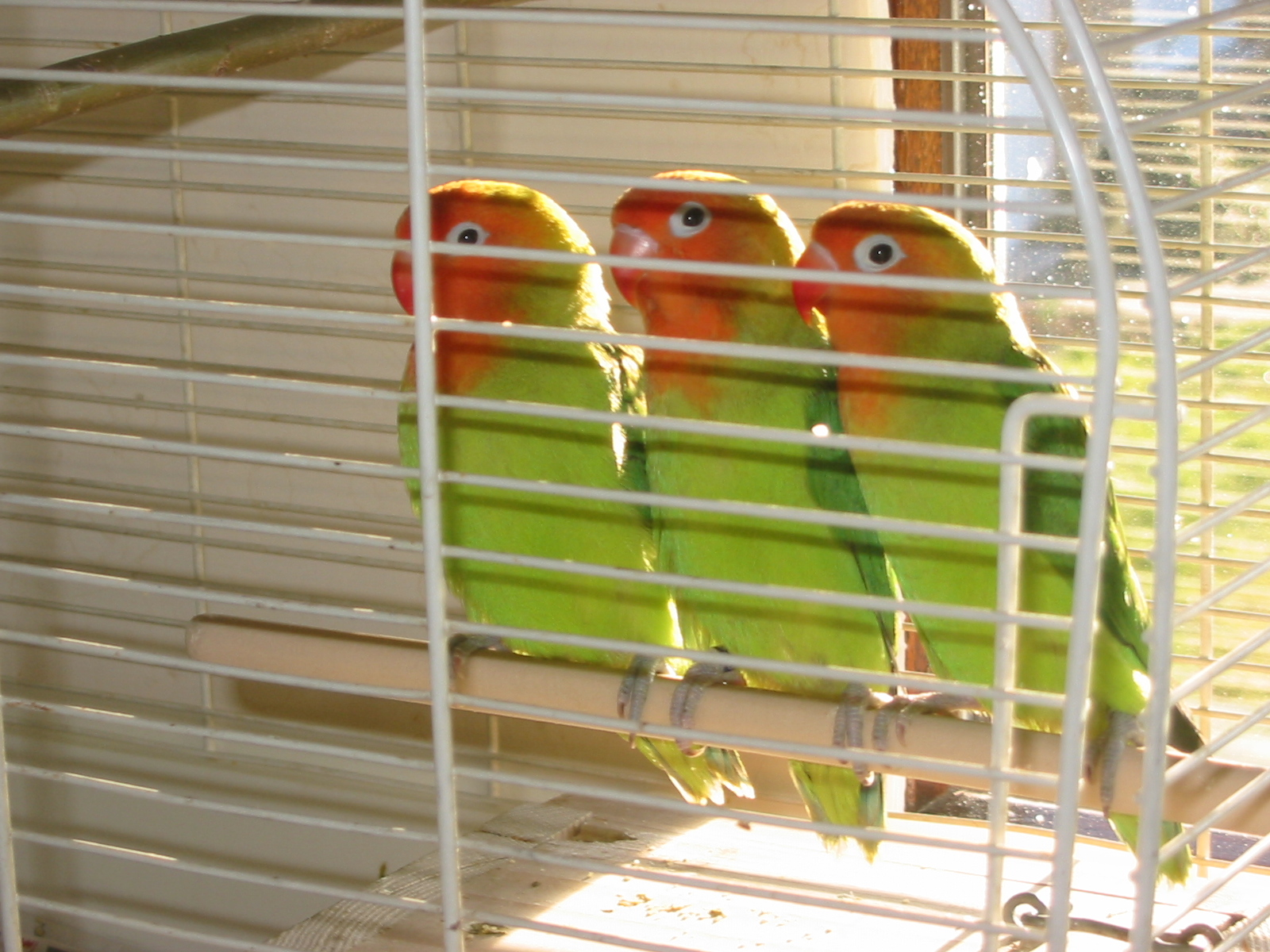
Malawidvärgpapegojor i bur
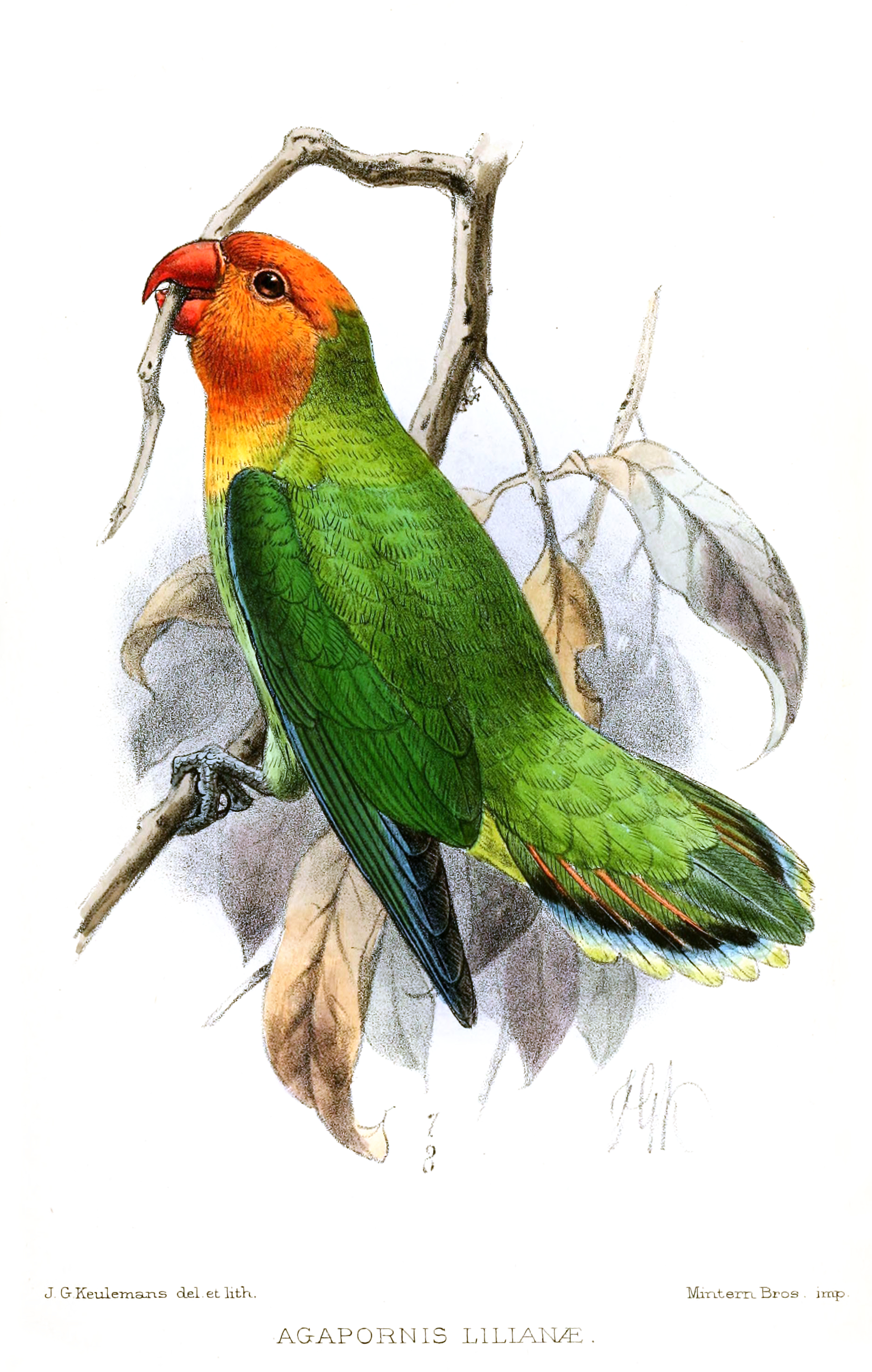
Illustration